# Wesołowo (rejon lepelski)
Wesołowo (biał. Весялова, Wiesiałowa; ros. Веселово, Wiesiełowo) – wieś na Białorusi, w obwodzie witebskim, w rejonie lepelskim, w sielsowiecie Wołosowicze. Powstała w wyniku najpóźniejszej migracji polskiej ludności wiejskiej na początku XX wieku.

## Historia

### 1910–1917

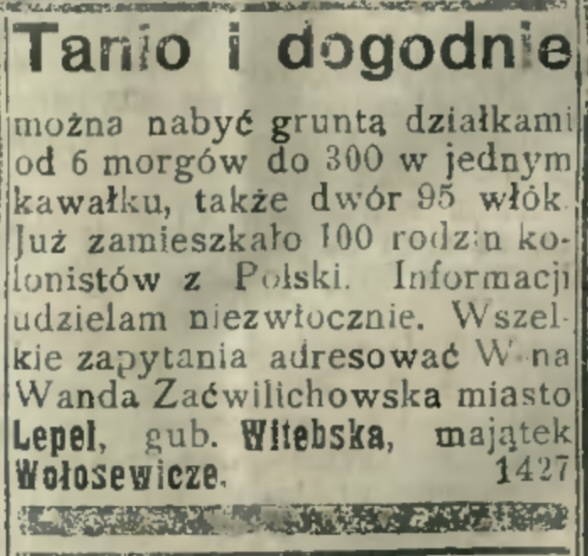
Przykład ogłoszenia, 1913 rok

Wieś powstała w wyniku migracji polskiej ludności wiejskiej na początku XX wieku.
O możliwości nabycia niedrogiej ziemi w majątku pana Zaćwilichowskiego na Witebszczyźnie Polacy dowiedzieli się z gazet. Przybywali więc na Białoruś z przeludnionych i biednych polskich wsi.

### 1918–1991
W 1922 roku została wówczas otwarta polska szkoła, utworzono polską radę wiejską (sielsowiet) i kołchoz przekształcony później na sowchoz
Jednak już w latach 1934–1938 w ZSRR rozpoczęły się represje. Aresztowania dotknęły około stu mężczyzn powyżej 18 roku życia, głównie zajmujących jakieś stanowiska czy sprawujących funkcje społeczne.
W Wesołowie w 1971 roku zamieszkiwały 53 rodziny (238 osób), z czego 12 rodzin polskich, 32 białoruskie, 3 polsko-białoruskie (głową rodziny jest Polak), 5 białorusko-polskich (głową rodziny jest Białorusin) i jedna rosyjsko-polska (głową rodziny jest Rosjanin). Liczbowo skład narodowościowy Wesołowa przedstawiał się następująco: 68 Polaków, 166 Białorusinów i 4 Rosjan. W 10 rodzinach (19 osób) językiem domowym był wówczas polski, w 15 rodzinach (84 osoby) białoruski, ale członkowie tych rodzin w pewnym stopniu znali polszczyznę i umieli się nią posługiwać; 
wyłącznie białoruskiego używano w 28 rodzinach (135 osób), polskiego nie znano w nich zupełnie.

### Od 1991
W 2019 roku zamieszkiwało 29 osób (18 gospodarstw).